# Басто (Терамо)
Басто (итал. Basto) је насеље у Италији у округу Терамо, региону Абруцо.
Према процени из 2011. у насељу је живело 18 становника. Насеље се налази на надморској висини од 728 м.